# Той, хто біжить по лезу
«Той, хто біжить по лезу» (англ. Blade Runner) — американський культовий фільм, що його зняв англійський режисер Рідлі Скотт у березні-липні 1981 року за мотивами науково-фантастичного роману Філіпа Діка «Чи мріють андроїди про електричних овець?» (1968). Головні ролі у стрічці виконали Гаррісон Форд, Шон Янг, Рутгер Гауер, Едвард Джеймс Олмос, Деріл Ганна, Джоанна Кессіді, Брайон Джеймс, Майкл Еммет Волш та інші.
Фільм хоча і провалився у прокаті, але з часом став культовим, і за опитуванням науковців його визнано найкращим науково-фантастичним фільмом в історії кінематографу.
«Той, хто біжить по лезу» став одним із найвпливовіших фільмів 1980-х і 1990-х, а також породив голлівудську моду на екранізації антиутопічних творів Філіпа Діка.
Глибинна проблематика фільму замішана на ідеї про те, що уявлення людини про світ і її місце в ньому можуть виявитися навмисне сфабрикованими третіми особами. Ця ідея отримала подальшу розробку в таких фантастико-метафізичних гібридах кінця XX століття, як «Темне місто» (1998), «Екзистенція» (1999), «Матриця» (1999) і «Тринадцятий поверх» (1999). На 1 березня 2024 року фільм займав 185-ту позицію у списку 250 кращих фільмів за версією IMDb.
2017 року вийшло продовження стрічки «Той, хто біжить по лезу 2049».

## Сюжет

### Театральна версія
2019 року в Лос-Анджелесі Рік Декард готується залишити посаду «того, хто біжить по лезу» — роботу, яка полягала у відстеженні біоінженерних істот, відомих як «репліканти», і «їх списання» (тобто, знищення). Проте його відкликають із відпустки у зв'язку з дуже небезпечним випадком утечі з колонії реплікантів моделі «Nexus-6». Група прибулих на Землю втікачів складається з командира бойового загону Роя Батті, Леона, Зори й Пріс. Капітан Браянт розкриває Декарду тривалість життя моделей «Nexus-6» (кожна модель живе 4-ри роки) і дає в напарники Гаффа — кар'єриста, який говорить винятково «жаргоном». Вони мусять відшукати й знищити втікачів.
Декард вирушає в корпорацію «Tyrell», де виробляють реплікантів, щоб дізнатися, чи працює тест Войта-Кампфа на моделі «Nexus-6». Президент корпорації Тайрел, щоб випробувати Декарда й можливості нової моделі репліканта, змушує його замість репліканта спочатку провести тест Войта-Кампфа на своїй секретарці Рейчел. На подив Декарда, Рейчел не проходить тесту, хоча Декардові знадобилося поставити їй близько сотні питань. Після цього Декарда повідомляють, що Рейчел — експериментальний реплікант з імплантованою пам'яттю та емоційністю, як у людини. Намагаючись довести свою людську природу, Рейчел показує йому свою дитячу фотографію з матір'ю. Декард з ходу перераховує Рейчел інші її «спогади», насправді запозичені Тайрелом у своєї племінниці та імплантовані в її свідомість, чим приводить дівчину в розпач.
Тим часом репліканти поспішають з'ясувати дати свого виготовлення і, відповідно, термін життя. У чайнатауні Рой і Леон відвідують цех з виробництва очей для реплікантів. Допитуючи старого китайця, який там працював, їм удається отримати відомості про «генетичного дизайнера» на ім'я Джей Ф. Себастьян.
Декард і Гафф обшукують готельний номер Леона. У його кімнаті Декард знаходить світлину, а у ванній — штучно синтезовану зміїну луску. Він вивчає світлину. Зачіпки приводять його до стрип-клубу, де працює «дівчина зі змією» — танцівниця Зора. Вона намагається втекти, але під час переслідування Декард убиває її. Після цього бос повідомляє його про зникнення Рейчел із корпорації й доручає внести дівчину до числа своїх мішеней. Згодом після загибелі Зори «бігун по лезу» зазнає нападу з боку Леона. Під час сутички, коли Леон уже готується вбити поліцейського, на допомогу Декарду несподівано приходить Рейчел і вбиває Леона. Декард вилучає її з числа своїх жертв.
Пріс знаходить спільну мову із Себастьяном і з'ясовує, що 25-річний винахідник схильний до передчасного старіння. Його химерну квартиру в старовинному будинку заповнюють живі іграшки-репліканти, а у вільний час він грає в шахи з Тайрелом. Себастьян добре розуміє тягу реплікантів до життя і, піддавшись на їхні вмовляння, зголошується провести їх до штаб-квартири свого боса. Роя зводить з розуму те, що йому — що має більше здібностей, ніж будь-кому, — відраховано настільки коротке життя. Він сподівається, що Тайрел здатний щось змінити. Але Тайрел безсилий, бо стислість віку репліканта визначено ще при його створенні. «Ви горите яскравіше й згораєте швидше», — вимовляє він. Утративши надію, Рой цілує його в губи, а потім убиває свого творця. Імовірно, слідом за Тайрелом він убиває й Себастьяна (його смерті у фільмі не показано, проте в наступній сцені Рой спускається в ліфті наодинці, а в остаточній версії фільму поліцейське радіо в Декардовій машині повідомляє, що Себастьянове тіло виявлено поряд із Тайреловим).
Декард дістається до квартири Себастьяна, що стала притулком для Роя і Пріс. Пріс нападає на поліцейського, але гине від його пострілів. За фізичною силою та бойовими навичками Рой набагато перевершує Декарда і, попри те, що процес вмирання андроїда вже запущено, Рой калічить свого переслідувача, ламаючи йому два пальці. Намагаючись утекти від Роя, Декард здійснює невдалий стрибок з одного будинку на інший і починає зісковзувати в безодню. Відчайдушно чіпляючись за залізну балку, він повисає над прірвою, і тут над ним виростає постать Роя.
Рой рятує Декарда, витягуючи свого ворога з прірви. Рой — реплікант, створений для вбивства, — так сильно цінував людське життя, у якому йому було відмовлено, що останньої своєї миті вирішив зберегти життя людині, яка хотіла його вбити. Із закривавленої руки андроїда стирчить металевий шип — тепер Рой вірить не Юді, а Христу. Відпустивши в просвітлене небо білого голуба, він умирає з цитатою Ніцше на вустах. Декард повертається до своєї квартири і бачить сплячу Рейчел. Коли Декард разом з нею йде, він знаходить на підлозі оригамі у формі єдинорога, які безперервно майструє з обривків паперу Гафф. Він згадує деякі його слова. Декард і Рейчел залишають квартиру. Фільм завершується Декардовим монологом про те, що він не знає, коли буде запущено процес умирання андроїда в Рейчел, але сподівається, що ніколи.

### Режисерська версія
У режисерській версії додано сцену, де Декард бачить сон з єдинорогом.
В альтернативній кінцівці Декард разом з Рейчел залишає квартиру й на майданчику перед дверима знаходить оригамі у формі єдинорога, які безперервно майструє з обривків паперу Гафф. Декард розуміє, що Гафф був тут, але пожалів Рейчел. У його вухах звучить прощальна Граффова фраза: «Шкода, їй не дано пожити. А втім, хто живе?».

## У ролях
- Гаррісон Форд — Рік Декард
- Рутгер Гауер — Рой Беті
- Шон Янг — Рейчел
- Едвард Джеймс Олмос — Гаф
- Майкл Еммет Волш — капітан Браянт
- Деріл Ганна — Пріс
- Вільям Сандерсон — Дж. Ф.Себастіан
- Брайон Джеймс — Леон Ковальський
- Джо Таркел — доктор Тайрел
- Джоанна Кессіді — Зора
- Джеймс Хонг — Ганнібал Чу

## Версії фільму
Існує сім різних версій фільму, що їх демонстрували:
1. Workprint version

Оригінальна робоча версія (1982, 113 хв.), яку показали тестовій аудиторії глядачів у Денвері в березні 1982 року. Також цю версію демонстрували 1990-го та 1992-го в Лос-Анжелесі та Сан-Франциско як режисерську версію без погодження з Рідлі Скоттом. Негативні відгуки тестової аудиторії призвели до змін і створення театральної версії, у той самий час покази в 1990-х призвели до того, що студія почала створювати режисерську версію. Ця версія фільму вийшла на DVD 2007 року (5-дискове Ultimate Edition)
2. San Diego Sneak Preview

На прем'єрному показі в Сан-Дієго у травні 1982 продемонстровано версію майже ідентичну до Театральної (або Домашньої) версії. Версія містила три додаткові сцени.
3. U.S. theatrical version

Театральна версія (1982, 116 хв.), що знана як оригінальна або Домашня, вийшла на касетах Betamax та VHS у 1983 і на лазерних дисках — 1987.
4. The International Cut

Міжнародна версія (1982, 117 хв.) також знана як невідредагована (uncut version), що містила жорстокіші сцени, ніж театральна версія для США. Спочатку ця версія не була доступна в США, її демонстрували в Європі та Азії. Пізніше вийшла на VHS та лазерних дисках Criterion Collection («Criterion Edition») в Північній Америці, а 1992 перевидана, як «видання до 10 річниці» («10th Anniversary Edition»).
5. U.S. broadcast version

Телевізійна версія (1986, 114 хв.), театральна версія, яку відредагували на CBS для показу на ТБ — зменшили кількість насильства, ненормативної лексики та оголеної натури.
6. Director's Cut

Режисерська версія (1992, 116 хв.) що схвалив Рідлі Скотт, викликана недозволеним показом 1990 року — одна з робочих версій, що вийшла на VHS та лазерних дисках 1993 і на DVD 1997. Суттєві відмінності від театральної: відсутність закадрового голосу Декарда, поновлено видалену сцену з однорогом та видалено запропонований студією щасливий кінець (Декард та Рейчел в авто). Рідлі Скотт надав пояснювальні записи та консультації для компанії Warner Bros., хоч старшим у створенні режисерської версії був зберігач фільмів Майкл Арик.
7. Final Cut

Остаточна версія від Рідлі Скотта (2007, 117 хв.), або «видання до 25 річниці» («25th Anniversary Edition»), яку випустила компанія Warner Bros. у кінотеатрах 5 жовтня 2007 року та згодом вийшла на DVD, HD DVD, і Blu-ray у грудні 2007. Це єдина версія фільму, над якою Рідлі Скотт мав повний творчий контроль, адже режисерську версію готував Майкл Арик. Разом з остаточною версією вийшла велику кількість документальних матеріалів. Кульмінацією став випуск 5-ти дискового DVD «Ultimate Collector's Edition».